# Abrahamsberg
Abrahamsberg – dzielnica (stadsdel) Sztokholmu, położona w jego zachodniej części (Västerort) i wchodząca w skład stadsdelsområde Bromma. Graniczy z dzielnicami Riksby, Stora Mossen, Ålsten, Olovslund i Åkeslund.
Według danych opublikowanych przez gminę Sztokholm, 31 grudnia 2020 r. Abrahamsberg liczył 3313 mieszkańców. Powierzchnia dzielnicy wynosi 0,42 km².
Abrahamsberg jest jedną ze stacji na zielonej linii (T17 i T19) sztokholmskiego metra.